# Matěj Duras
Matěj Duras (15. března 1808 Želenice – 24. října 1894 Rakovník) byl český statkář, obrozenecký buditel a písmák.

## Život
Rod Durasů pocházel ze Slánska a roku 1815 získal dnes již zbořený barokní dům čp. 80 v Novém Strašecí. Matěj Duras se do něj nastěhoval roku 1840, když zde nejdříve bydlel v čp. 59. Veřejně se ve městě angažoval a tuto největší místní usedlost držel až do roku 1874, kdy z neznámých důvodů odešel do Rakovníka. Byl to schopný hospodář a věnoval se také sladovnictví. Významným se však stal především pro svůj aktivní zájem o regionální historii Novostrašecka. Na svou dobu měl kvalitní vzdělání, po školách ve Slaném a pražském Týnu absolvoval v Praze také akademické gymnázium. Staral se o novostrašecký archiv, prováděl archeologické výzkumy a sepisoval památky regionu, přičemž své výsledky zasílal Národnímu muzeu. Pravděpodobně také jako první sepsal dějiny Nového Strašecí, ale ty se stejně jako vlastní paměti po jeho smrti zřejmě ztratily. Spolupracoval mezi jinými s archeologem Václavem Krolmusem nebo historikem Františkem A. Tinglem a vedle Josefa A. Dundra šlo o nejvýraznějšího místního národního buditele.